# ジョニー・ピーコック
ジョナサン・ピーコック(英語: Jonathan Peacock、1993年5月28日生まれ)、MBE、通称ジョニー・ピーコック(英語: Jonnie Peacock)はイングランドの短距離走者である。ピーコックは下肢切断者であり、2012年ロンドンパラリンピックに英国代表として出場し、T44男子100メートル競走で金メダルを獲得した。 

## 来歴

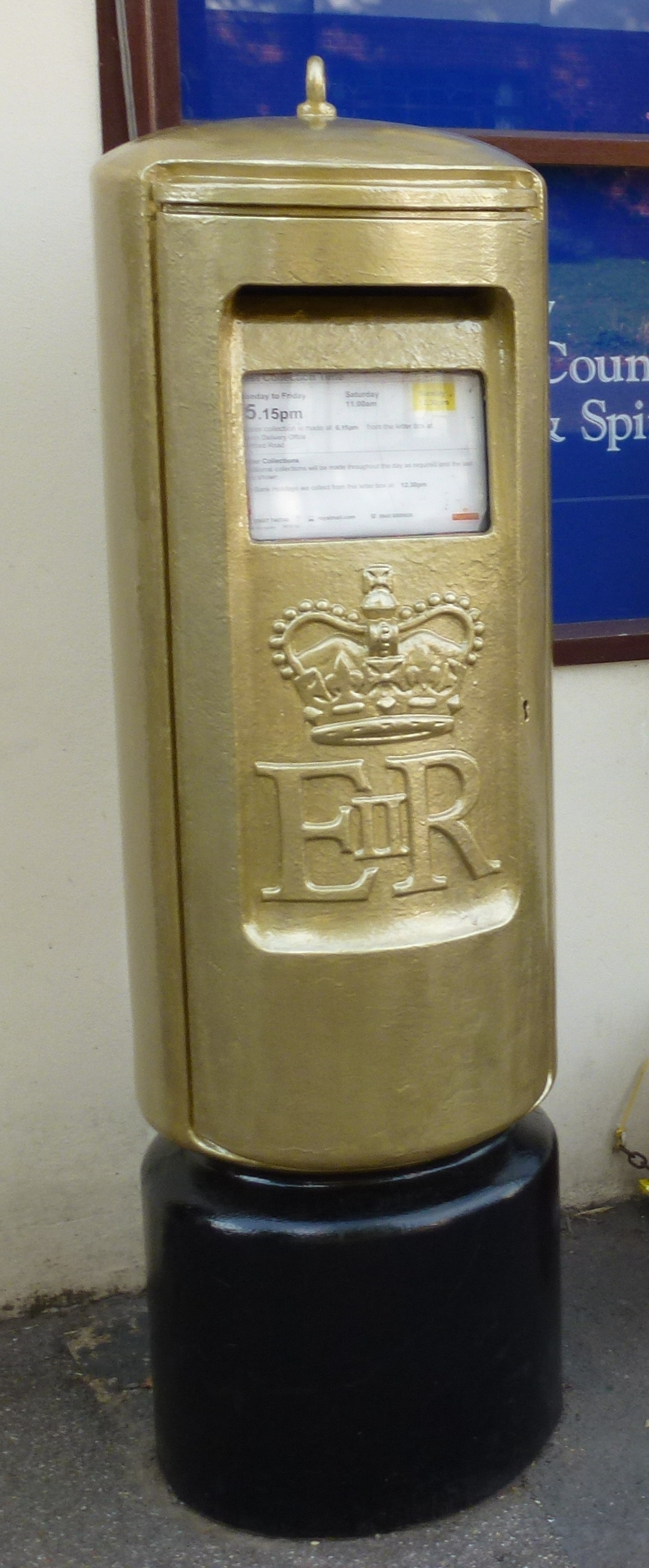
ピーコックの地元であるケンブリッジシャーのドディントンにある金のポスト。金メダルを記念して設置された。

ピーコックは1993年5月28日にケンブリッジで生まれた。5歳の時に髄膜炎にかかって右足の細胞が壊疽で破壊され、膝のすぐ下で切断することになった。 ピーコックの足は膝下までの非常に短いものとなり、切断箇所が痛んで義足をつけられないような時は母が学校に抱えて連れていったという。ピーコックは自分の切断した足を「ソーセージの足」と呼んでいる。
ピーコックはサッカーをしたいと考えており、病院で義肢にあう障害者スポーツについて問い合わせた時、パラリンピックスポーツタレント発掘イベントを紹介され、ここでトレーニングに参加した。ピーコックがはじめて国際競技に参加したのは2012年5月にマンチェスターで行われたパラリンピックワールドカップであった。2012年6月、ピーコックはアメリカ合衆国で開かれたパラリンピックトラック&フィールド選考会で、四肢切断者短距離部門において100メートル走の世界新記録を樹立したが、この時の記録はそれまで記録保持者であったマーロン・シャーリーのタイムを0.06秒短縮した10.85秒というものであった。この記録は2013年7月、リヨンのローヌ競技場で行われた2013年IPC陸上競技世界選手権大会にてアメリカのアスリートであるリチャード・ブラウンに破られた。ブラウンはT44 100メートル走の準決勝で10.83秒というタイムを記録した。
2012年夏のロンドンパラリンピックでは、ピーコックはT44 100メートル走の決勝で10.90秒を記録し、オスカー・ピストリウスらを破って金メダルを獲得した。この記録により、パラリンピックのT44 100メートル走で11秒を切るタイムを出した初めての走者となった。この勝利のおかげでピーコックのコーチであるダン・パフは、オリンピックとパラリンピックの両方で100メートルの金メダル獲得走者をコーチした唯一の男性コーチとなった。パフはカナダの選手ドノヴァン・ベイリーのコーチであったが、ベイリーは1996年の夏に実施されたアトランタオリンピックの金メダリストである。
ピーコックは2015年のIPC陸上競技世界選手権大会は切断した足の痛みのために出場辞退し、この痛みは夏中続いた。
ピーコックは2016年夏のリオデジャネイロパラリンピックに出場し、T44 100mレースで10.81秒の記録で金メダルを獲得してチャンピオンの座を守った。

## 受賞・叙勲
ピーコックは2013年の新年の叙勲で、スポーツ分野での活躍を理由に大英帝国勲章MBEに叙任された。

## その他
英国のゲイ向けライフスタイル雑誌である『アティテュード』2013年1月号のカヴァーのモデルをつとめた。『アティテュード』誌の取材に答えて、競技の話題にとどまらずガールフレンドやファッションなどについて語り、障害者の権利のために戦う決意も述べている。